# Kustur
Kustur (ros. Кустур) – wieś w Rosji, w Jakucji, w ułusie ewieno-bytantajskim. W 2010 liczyła 766 mieszkańców.